# Котикова, Анна Михайловна
Анна Михайловна Котикова (род. 13 октября 1999 года, Шуя, Ивановская область) — российская волейболистка, нападающая-доигровщица.

## Биография
Анна родилась 13 октября 1999 года в Шуе. Окончила местную школу № 7. Начала заниматься волейболом вместе со своей сестрой-близнецом Анастасией у Марины Адольфовны Серовой в клубе «Шуяночка».
С 2015 по 2021 год играла за команду «Динамо-Казань». В 2021—2022 года выступала за краснодарское «Динамо». С 2022 играла за границей. В 2025 заключила контракт с саратовским «Протоном».
В составе молодёжных сборных России становилась чемпионкой Европы 2016 года, серебряным призёром чемпионата мира 2017 года, чемпионкой Универсиады 2017 года.
В 2017 году ей было присвоено звание «Мастер спорта России».
В мае 2018 года вошла в состав сборной России на Лигу Наций.

## Достижения

### С молодёжной сборной
- Чемпионка Универсиады 2017
- Чемпионка Европы среди молодёжных команд 2016
- Серебряный призёр чемпионата мира среди молодёжных команд 2017

### С клубами
- Двукратный серебряный призёр чемпионатов России (2017, 2018);
  - Бронзовый призёр чемпионата России 2021.
- двукратный обладатель Кубка России — 2017, 2019, 2020.
- обладатель Суперкубка России 2020.
- Чемпион женской Молодёжной лиги 2017.
- чемпионка Франции 2023.
- Обладатель Суперкубка Франции 2023.
- Бронзовый призёр чемпионата Италии 2025.

- серебряный призёр Лиги чемпионов ЕКВ 2025

### Индивидуальные
- MVP и лучшая диагональная чемпионата Европы среди молодёжных команд 2016
- Лучшая диагональная чемпионата мира среди молодёжных команд 2017